# Экпе, Асукуо
Асукуо Экпе (неизвестно, Нигерия — 30 января 2016, Калабар) — нигерийский футболист. Выступал за сборную Нигерии.
Выступал за клубы «Welch XI», «Lagos Railway II», «Secretariat FC», «Ibadan Lions» и «Western Rovers» с 1954 по 1965 год.
6 октября 1956 года дебютировал за сборную Нигерии в матче против Того. Экпе стал автором первого гола нигерийцев в рамках розыгрыша Кубка африканских наций, отличившись 24 ноября на 78-й минуте матча первого тура розыгрыша Кубка африканских наций 1963 против сборной Объединённой Арабской Республики (3:6). Несколько раз играл вместе со своим младшим братом — Эффионга.
Умер Асукуо 30 января 2016 года в Калабар.